# Aroyo (Südsudan)
Aroyo (Arroyo) ist ein Ort in Northern Bahr el Ghazal, Südsudan.

## Geographie
Aroyo liegt am Ostufer des Flusses Chel, südlich von Marial Bai. Im Norden der Stadt gibt es einen kleinen Flugplatz.
Im Januar 2012 wurde ein Straßenabschnitt mit einer Länge von 64 km auf der Strecke zwischen Aweil und Aroyo fertig gestellt. Doch bereits im August 2016 waren Teile dieser Straße durch Regenfälle wieder zerstört.
Eine weitere Straße führt zur Verbindung B41 im Süden. Diese verläuft zwischen Wau und Deim Zubeir.

## Geschichte
Am 10. Juli 2014 belagerte eine Gruppe desertierter Soldaten den Compound der African Kongdai Construction Company zwischen Aroyo und Awoda. Sie plünderten Nahrungsmittel und Medizin. Die betroffenen Gemeinschaften aus 270 Haushalten nahmen Zuflucht in nahe gelegenen Regierungsgebäuden.
Einige sind bis heute nicht fähig zurückzukehren, einerseits, weil es die Gefahr von Überflutungen ihrer ehemaligen Hütten gibt, andererseits, weil die Angst herrscht, dass wieder Rebellengruppen auftauchen, die erneut angreifen.
In den improvisierten Lagern herrscht dafür Malaria und Diarrhoe, es fehlt an Material, Nahrung und dichten Überdachungen; außerdem gibt es keine hygienischen Latrinen.
Aroyo war Teil des Aweil Center County, wurde 2015 zum Hauptort des Aroyo County im neugegründeten Aweil State. Mittlerweile ist es wieder dem Bundesstaat Northern Bahr el Ghazal zugeordnet.
Im August 2016 wurde bekannt, dass der Commissioner of Arroyo County über kein eigenes Fahrzeug verfügt.
Die Präsidential-Verordnung von 2015 hatte die Bundesstaaten und Counties in Südsudan stark vermehrt, aber den lokalen Behörden keine Budgets und Ausrüstung bereitgestellt.
Im Januar 2017 erhielt Aroyo County dann eine Lieferung von Medikamenten für einen Vorrat von 3 Monaten vom Gesundheitsministerium in Juba. Flussblindheit ist in dem Gebiet ein dauerndes Problem.